# Perissus griseofasciatus
Perissus griseofasciatus är en skalbaggsart som beskrevs av Maurice Pic 1943. Perissus griseofasciatus ingår i släktet Perissus och familjen långhorningar. Inga underarter finns listade i Catalogue of Life.